# Výuční list

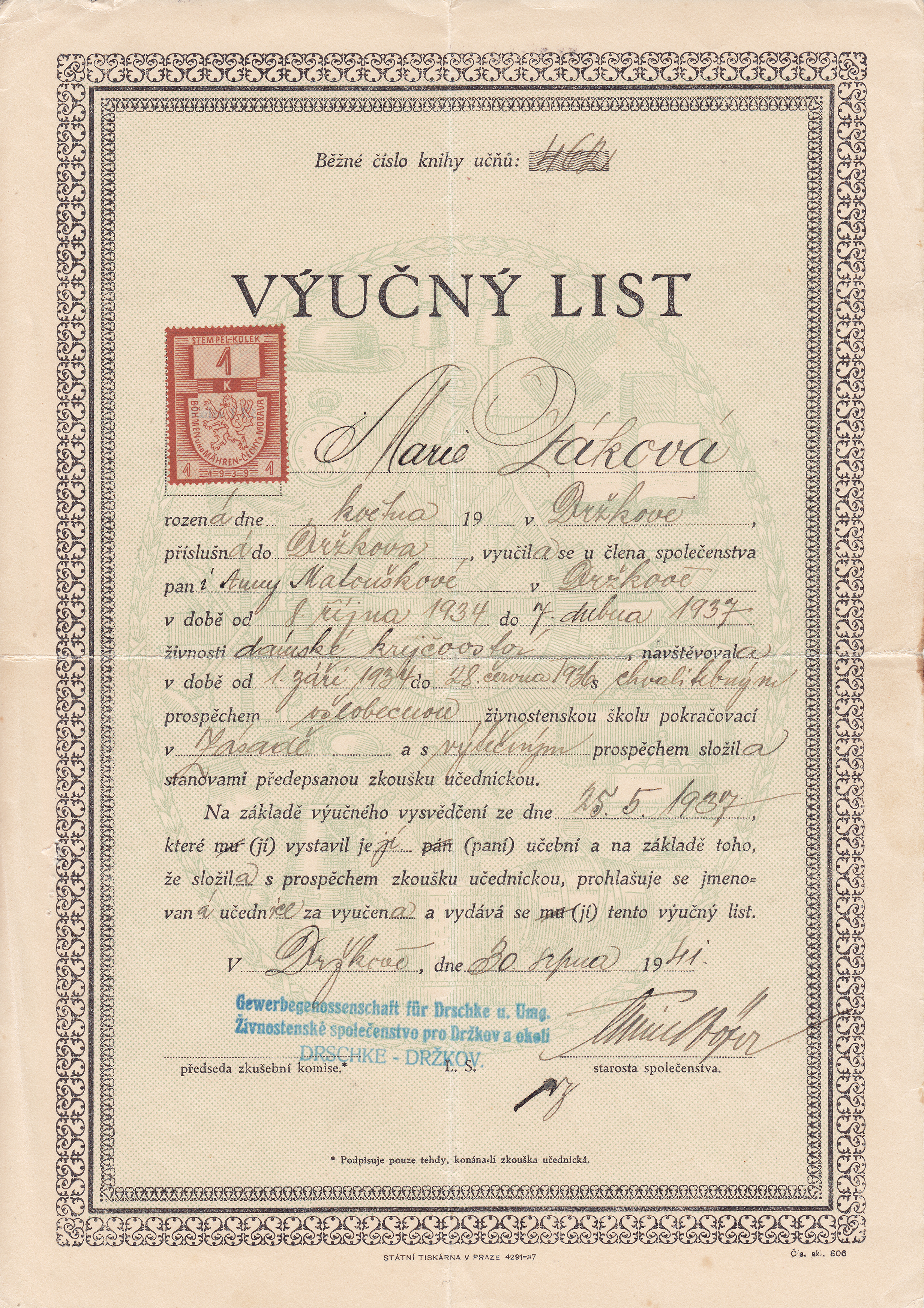
Výuční list z roku 1941

Výuční list je v českém školství doklad o dosažení středního vzdělání (3. stupeň v mezinárodní klasifikaci ISCED), není-li vzdělávání zakončeno maturitní zkouškou. Výuční list lze získat v některém z učebních oborů délky 2 nebo 3 roky denní formy, nebo vzdělávacího programu zkráceného studia pro získání středního vzdělání s výučním listem.

## Charakteristika
Výuční list je vydán studentovi, který vykonal závěrečnou zkoušku v souladu se zákonem č. 561/2004 Sb. o předškolním, základním, středním, vyšším odborném a jiném vzdělání (školský zákon) a podle vyhlášky č. 47/2005 Sb. o ukončování vzdělávání ve středních školách závěrečnou zkouškou a o ukončování vzdělávání v konzervatoři absolutoriem. Obsah a forma výučního listu je stanovena vyhláškou č. 223/2005 Sb. Škola může vydat opis výučního listu a to osobě, které byl vydán nebo jejímu zákonnému zástupci. Záznam o vydání opisu je veden v dokumentaci školy.

## Kategorie středního vzdělání s výučním listem
Vyučení lze dosáhnout v oborech dvou kategorií a s různou délkou studia:
Střední odborné vzdělání s výučním listem (obory kategorie H)Tradiční učební obory s tříletou přípravou ve středních odborných učilištích. Po získání výučního listu lze pokračovat navazujícím nástavbovým studiem a získat i maturitu. Jedná se např. o obor 66-51-H/01 Prodavač, 65-51-H/01 Kuchař - číšník nebo obor 23-68-H/01 Mechanik opravář motorových vozidel apod.
Nižší střední odborné vzdělání (obory kategorie E)Studium je tříleté nebo dvouleté, obory mají nižší nároky v oblasti všeobecného i obecně odborného vzdělání a jsou určeny především pro žáky se speciálními vzdělávacími potřebami, např. pro absolventy dřívějších speciálních základních škol a žáky, kteří ukončili povinnou školní docházku v nižším než 9. ročníku základní školy. Obory připravují pro výkon jednoduchých prací v rámci dělnických povolání a ve službách. Jedná se např. o tříletý obor 23-51-E/01 Strojírenské práce, tříletý obor 65-51-E/01 Stravovací a ubytovací služby, dvouletý obor 29-51-E/02 Potravinářské práce, dvouletý obor 31-57-E/01 Textilní a oděvní výroba apod.

## Povinné údaje výučního listu

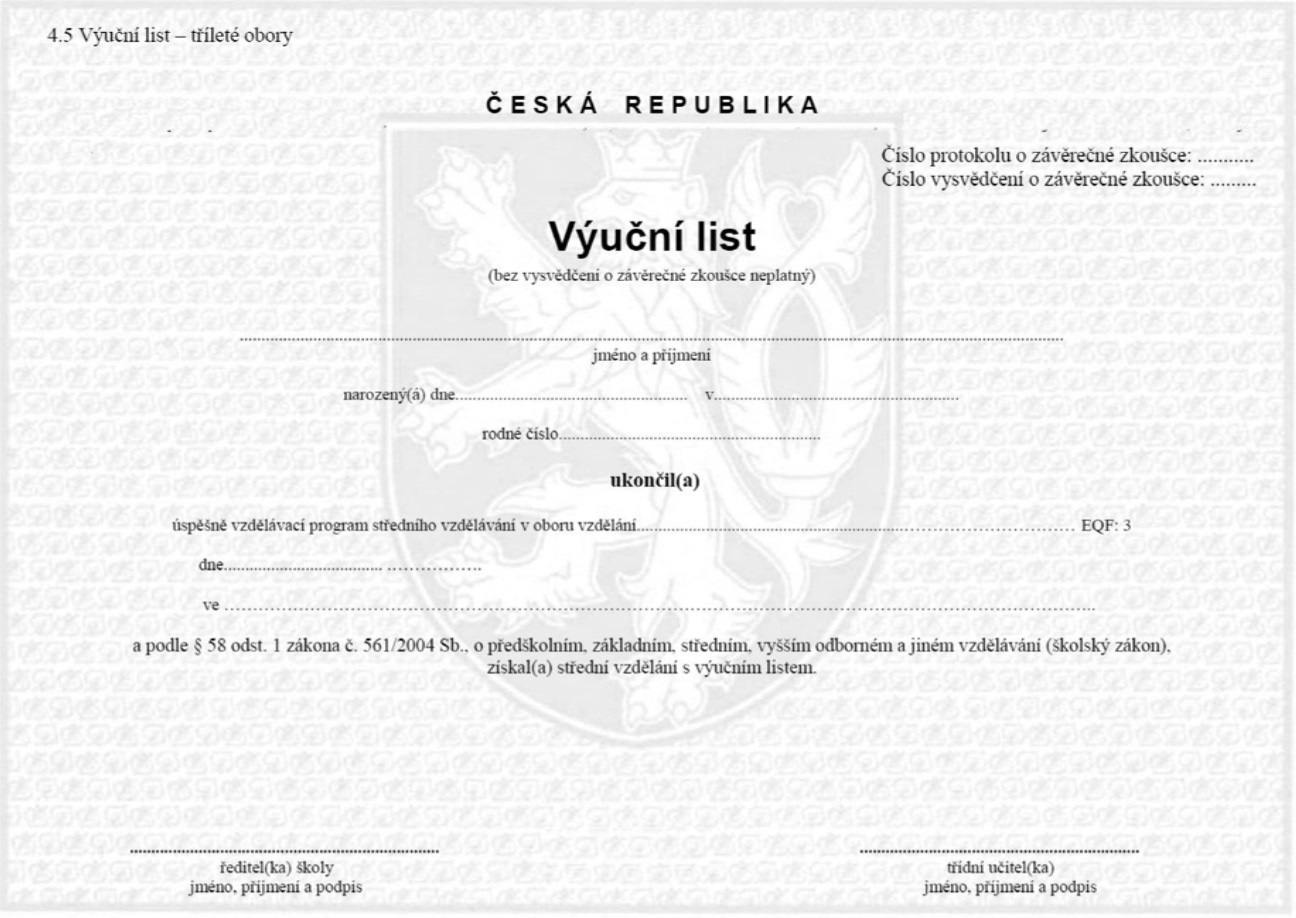
Vzor výučního listu

- číslo protokolu o závěrečné zkoušce,
- číslo vysvědčení o závěrečné zkoušce,
- jméno a příjmení,
- datum narození,
- rodné číslo,
- název vzdělávacího programu,
- datum vystavení,
- místo vystavení,
- podpis ředitele školy a předsedy zkušební komise nebo třídního učitele,